# Léon Croizat
Léon Camille Marius Croizat (16 de julho de 1894 – 30 de novembro de 1982), foi um estudioso e botânico franco-italiano que desenvolveu uma síntese ortogenética da evolução da forma biológica no espaço, no tempo, que chamou de panbiogeografia.

## Vida
Croizat nasceu em Torino, Itália, filho de Vittorio Croizat (também conhecido como Victor Croizat) e Maria (Marie) Chaley, que emigrou para Torino de Chambéry, França. Apesar de sua grande aptidão para as ciências naturais, Leon estudou e formou-se em Direito pela Universidade de Turim.
Croizat e sua família (esposa Lúcia e dois filhos) emigraram para os Estados Unidos em 1924; um artista ávido, Leon trabalhou vendendo suas obras de arte por vários anos, mas não conseguiu ter sucesso econômico como artista profissional após a quebra da bolsa de valores de 1929. Durante a década de 1930, Croizat encontrou um emprego identificando plantas como parte de um inventário topográfico realizado ao público parques da cidade de Nova York. Durante suas visitas ao Jardim Botânico do Bronx, ele conheceu o Dr. ED Merrill. Quando Merrill foi nomeado diretor do Arnold Arboretum da Universidade Harvard em 1936, ele contratou Leon como assistente técnico (em 1937).
Croizat tornou-se um estudante prolífico e editor, estudando aspectos importantes da distribuição e evolução das espécies biológicas. Foi nessa época que ele começou a formular uma nova corrente de pensamento na teoria da evolução, oposta em alguns aspectos ao darwinismo, sobre a evolução e a dispersão da biota no espaço, através do tempo.
Em 1947, Croizat mudou-se para a Venezuela após receber um convite do botânico Henri Pittier. Croizat então obteve um cargo na Faculdade do Departamento de Agronomia da Universidade Central da Venezuela. Em 1951 foi promovido e recebeu o título de Professor de Botânica e Ecologia da Universidade dos Andes, Venezuela. Entre 1951 e 1952 participou da expedição franco-venezuelana para descobrir as nascentes do rio Orinoco. Croizat serviu com a expedição como botânico com o professor José Maria Cruxent.
Durante seu tempo na Venezuela, Croizat se divorciou de sua primeira esposa. Croizat casou-se novamente com sua segunda esposa, Catalina Krishaber, uma imigrante húngara. Em 1953, Croizat desistiu de todos os cargos acadêmicos oficiais para trabalhar em biologia em tempo integral. Croizat e sua esposa Catalina viveram em Caracas até 1976. Em 1976 eles assumiram como primeiros diretores do “Jardin Botanico Xerofito” em Coro, uma cidade a aproximadamente 400 quilômetros a oeste de Caracas. Jardin Botanico Xerofito era um jardim botânico que eles fundaram juntos. Croizat e Catalina trabalharam por seis anos para estabelecer o Jardin Botanico Xerofito.
Croizat morreu em Coro em 30 de novembro de 1982, de ataque cardíaco. Durante sua vida, Croizat publicou cerca de 300 artigos científicos e sete livros, totalizando mais de 15 000 páginas impressas. Foi homenageado pela Venezuela com a Ordem do Mérito na Conservação Henri Pittier e pelo governo da Itália com a Ordem do Mérito. Croizat é comemorado com o nome científico de uma espécie de lagarto, Mabuya croizati. Várias espécies de plantas e animais foram nomeadas em homenagem a Croizat.

## Conceitos
Panbiogeografia é uma disciplina baseada na análise de padrões de distribuição de organismos. O método analisa distribuições biogeográficas por meio do desenho de trilhas e obtém informações da forma e orientação dessas trilhas. Uma trilha é uma linha que conecta localidades de coleta ou áreas disjuntas de um determinado táxon. Várias trilhas individuais para grupos não relacionados de organismos formam uma trilha generalizada ('padrão'), onde os componentes individuais são fragmentos remanescentes de uma biota ancestral, mais espalhada, fragmentada por mudanças geológicas e / ou climáticas. Um nó surge da interseção de duas ou mais trilhas generalizadas.
Na teoria dos grafos, uma trilha é igualada a uma árvore de abrangência mínima conectando todas as localidades pelo caminho mais curto.
Para explicar as distribuições disjuntas, Croizat propôs a existência de ancestrais amplamente distribuídos que estabeleceram seu alcance durante um período de mobilismo, seguido por um processo de formação de formas em uma ampla frente. Disjunções são explicadas como extinções na faixa anteriormente contínua. Ortogênese é um termo usado por Croizat, em suas palavras "... em um sentido puramente mecanicista", que se refere ao fato de que uma variação na forma é limitada e restringida. Croizat considerou a evolução do organismo em função do tempo, espaço e forma. Destes três fatores essenciais, o espaço é aquele com o qual a biogeografia se preocupa principalmente. No entanto, o espaço necessariamente interage com o tempo e a forma, portanto, os três fatores são de interesse biogeográfico. Dito de outra forma, quando a evolução é considerada guiada por restrições de desenvolvimento ou por restrições filogenéticas, ela é ortogenética.

## Trabalhos selecionados
- Manual of Phytogeography or An Account of Plant Dispersal Throughout the World. Junk, The Hague, 1952. 696 pp.
- Panbiogeography or An Introductory Synthesis of Zoogeography, Phytogeography, Geology; with notes on evolution, systematics, ecology, anthropology, etc.. Publicado pelo autor, Caracas, 1958. 2755 pp.
- Principia Botanica or Beginnings of Botany. Publicado pelo autor, Caracas, 1961. 1821 pp.
- Space, Time, Form: The Biological Synthesis. Publicado pelo autor, Caracas, 1964. 881 pp
- Croizat, L (1982). «Vicariance/vicariism, panbiogeography, "vicariance Biogeography," etc.: a clarification». Systematic Zoology. 31 (3): 291–304. JSTOR 2413236. doi:10.2307/2413236